# Fitchana furcatus
Fitchana furcatus är en insektsart som beskrevs av Henry Fairfield Osborn 1900. Fitchana furcatus ingår i släktet Fitchana och familjen dvärgstritar. Inga underarter finns listade i Catalogue of Life.